# جبل القصب
جبل القصب أحد جبال منطقة مكة المكرمة غرب المملكة العربية السعودية .

## الوصف
جبل غير كبير يقع على طريق جدة مكة المكرمة السريع على مسافة 60 كم تقريبًا جنوب شرق جدة. الموقع يحوي جلاميد الديوريت في سفح هضبة شديدة الانحدار عدة لوحات للنقش الصخري التي يعود تاريخها إلى فترة ما قبل الإسلام٬ مثل: رسوم الأبقار٬ والإبل٬ والنعام٬ والوعول٬ علاوة على الأشكال الآدمية التي تحمل الخناجر٬ والدروع٬ والعصي٬ والرماح. كما أن وجود هذه الأدوات الحربية يوحي بعلاقة بالعصر البرونزي (حوالي 1500 قبل الميلاد) إلا أن أشكال الأبقار قد تشير إلى انتمائها لعصر أقدم من ذلك.
من بين المواقع الرسوم المكتشفة بالموقع تم رسم مشهد لخمس حيوانات - يعتقد أنها أبقار- موزعة على مجموعتين تضم إحداهما ثلاث حيوانات والثانية حيوانين وتم رسمهم فوق بعضهم البعض حيث يمثل المشهد الفريد شكل متطور لوجود علاقة من نوع ما بين الحيوانات المرسومة في هذه اللوحة.